# Abraxas moniliata
Abraxas moniliata är en fjärilsart som beskrevs av W. Warren 1897. Abraxas moniliata ingår i släktet Abraxas och familjen mätare. Inga underarter finns listade i Catalogue of Life.